# 雷家店乡
雷家店乡，是中华人民共和国辽宁省葫芦岛市建昌县下辖的一个乡镇级行政单位。

## 行政区划
雷家店乡下辖以下地区：
马家店村、冰沟村、彭杖子村、莲花池村、灰窑沟村、骆杖子村、吕丈子村、二杖子村和大松木沟村。